# L'uomo dell'est
L'uomo dell'est (Rawhide) è un western film del 1951 diretto da Henry Hathaway.

## Trama
In una stazione di posta sperduta nel deserto si fermano una donna che accudisce una bambina e una banda di malviventi evasi da un carcere e intenzionati a rapinare la diligenza che giungerà lì la mattina seguente. I banditi uccidono il mastro di posta e al giovane addetto alle scuderie, Tom, non resta che fingersi marito della donna e padre della bambina per tenerle al sicuro dalla minaccia che incombe su di loro. Mentre si attende l'arrivo della diligenza, la tensione nervosa aumenta fra i membri della banda, ma Tom e la donna, dapprima separati da reciproca antipatia, iniziano ad affiatarsi sempre di più.

## Produzione
Il film è un western statunitense con Tyrone Power, Susan Hayward, Hugh Marlowe, Dean Jagger, Edgar Buchanan, Jack Elam, George Tobias e Jeff Corey. Diretto da Henry Hathaway su una sceneggiatura di Dudley Nichols, fu prodotto da Samuel G. Engel per la 20th Century Fox e girato a Lone Pine, California, da inizio gennaio all'inizio di marzo 1950. I titoli di lavorazione furono Jackass Mail e Summit Pass.. Originariamente era prevista nel cast anche la presenza di Richard Widmark, probabilmente nel ruolo di Rafe Zimmermann, poi affidato a Hugh Marlowe.

## Distribuzione
Il film fu distribuito con il titolo Rawhide negli Stati Uniti dal 25 marzo 1951 al cinema dalla 20th Century Fox.
Altre distribuzioni:
- in Svezia il 25 aprile 1951 (Våld)
- in Francia il 21 settembre 1951 (L'attaque de la malle-poste)
- in Germania Ovest il 25 settembre 1951 (Zwei in der Falle)
- in Austria il 21 dicembre 1951 (Weiße Teufel)
- in Norvegia il 26 maggio 1952
- nelle Filippine il 17 giugno 1952
- in Spagna il 3 novembre 1952 (Madrid)
- in Danimarca il 1º dicembre 1952 (Overfald på Rawhide)
- in Giappone il 22 gennaio 1953
- in Portogallo il 3 marzo 1953 (O Correio do Inferno)
- in Finlandia il 13 dicembre 1963 (Epätoivoinen piiritys) (Lainsuojattomien armoilla) (Väkivaltaa)
- in Brasile (Correio do Inferno)
- in Brasile (O Correio do Inferno)
- in Spagna (El correo del infierno)
- in Grecia (O tahydromos tos Kolaseos)
- in Italia (L'uomo dell'est)
- in Serbia (Stavljena koza)
- negli Stati Uniti (Desperate Siege)

## Critica
Secondo il Morandini il film è "notevole per l'asciuttezza quasi clinica del tono, l'efficacia della suspense quasi da thriller".